# 球形点地梅
球形点地梅（学名：Androsace globifera）为报春花科点地梅属下的一个种。

## 扩展阅读
- 維基物種上的相關：球形点地梅